# محمود قوام صدری
محمود قوام صدری (۱۲۹۸ مشهد-) حقوقدان و معاونت وزارت دارائی و وزیر مشاور و معاون پارلمانی نخست‌وزیر بود.
قوام صدری متولد ۱۲۹۸ بود. او پس از اتمام تحصیلات ابتدائی و متوسطه وارد دانشکدهٔ حقوق و علوم سیاسی لیسانس در علم حقوق گرفت. سپس وارد وزارت دارائی شد و به پیشکاری دارائی گیلان و رئیس دارائی شهرستان اراک، رئیس حسابداری وزارت کار، و مدیر کل حسابداری وزارت کار رسید او در کابینه حسنعلی منصور در وزارت دارایی به معاونت امیرعباس هویدا رسید و در بیستم اردیبهشت ۱۳۵۰ در کابینه سوم هویدا به سمت وزیر مشاور و معاون پارلمانی نخست‌وزیر منصوب شد. او تا پایان دوره خدمت خود و بازنشستگی در این سمت باقی ماند.
او «عضو جمعیت سعادت و یاران» بوده و در لژهای فراماسونری: ژاندارک، کاوه عضویت داشت و از اعضاء مؤسس لژ دانش بود.